# Денисова (Сосьвинський міський округ)
Дени́сова (рос. Денисова) — присілок у складі Сосьвинського міського округу Свердловської області.
Населення — 20 осіб (2010, 23 у 2002).
Національний склад населення станом на 2002 рік: росіяни — 96 %.